# Leon Štukelj
Leon Štukelj (12 novembre 1898 - 8 novembre 1999) était un gymnaste de langue slovène représentant la Yougoslavie. Il remporta de nombreuses médailles dont plusieurs titres olympiques.

## Biographie
Štukelj naquit à Novo Mesto en Autriche-Hongrie (actuellement Slovénie) le 12 novembre 1898. Štukelj était de culture slovène mais ne défendit jamais les couleurs de la Slovénie étant donné que ce pays n’eut son indépendance qu’en 1991. Avant 1991, la Slovénie faisait en effet partie de la Yougoslavie et même partie de l’empire d’Autriche-Hongrie avant 1918. Le gymnaste reste toutefois aujourd’hui un symbole du sport slovène.
Štukelj participa à sept compétitions internationales importantes et remporta au total 20 médailles dont huit en or, six en argent et six en bronze. Sa première compétition importante fut les championnats du monde de Ljubljana en 1922. Aux Jeux olympiques, il remporta six médailles dont deux en or à Paris en 1924, une en or et deux en bronze à Amsterdam en 1928 et une en argent à Berlin en 1936.
En 1927, il termina en parallèle à sa carrière sportive ses études en droit et après sa carrière sportive, il travailla comme juge d’abord à Novo Mesto, puis à Lenart et finalement à Maribor. Après la Seconde Guerre mondiale, Štukelj n’était pas partisan du régime communiste yougoslave récemment mis en place. Il fut emprisonné puis libéré mais interdit d’être juge. Il travailla alors comme assistant juridique le reste de sa carrière.
Štukelj fit une apparition lors des Jeux olympiques d’été d’Atlanta en 1996 en tant que plus vieux champion olympique toujours en vie. Il y rencontra le président américain Bill Clinton. En 1997, Štukelj fut ajouté à la International Gymnastics Hall of Fame. Son centième anniversaire fut célébré en Slovénie en 1998 et il décéda le 8 novembre 1999 à Maribor quatre jours avant son 101e anniversaire. Le hall des sports de Novo Mesto porte son nom.

## Palmarès

### Jeux olympiques
- Paris 1924
  -  médaille d'or au concours général individuel
  -  médaille d'or à la barre fixe

- Amsterdam 1928
  -  médaille d'or aux anneaux
  -  médaille de bronze par équipes
  -  médaille de bronze au concours général individuel

- Berlin 1936
  -  médaille d'argent aux anneaux

### Championnats du monde
- Ljubljana 1922
  -  médaille d'argent par équipes
  -  médaille d'argent au cheval d'arçons
  -  médaille d'or aux anneaux
  -  médaille d'or aux barres parallèles
  -  médaille d'or à la barre fixe

- Lyon 1926
  -  médaille d'argent par équipes
  -  médaille d'or aux anneaux
  -  médaille d'or à la barre fixe
  -  médaille de bronze aux barres parallèles

- Luxembourg 1930
  -  médaille de bronze par équipes
  -  médaille de bronze à la barre fixe